# Vuntut Gwitchin (circonscription territoriale)
Pour les articles homonymes, voir Vuntut et Gwitchin.
Circonscription électorale territoriale du Canada
Vuntut Gwitchin est une circonscription électorale territoriale du Yukon au (Canada).

## Circonscription territoriale
L'actuelle députée territoriale est Annie Blake du NPD.

## Liste des députés
La circonscription est composée de parties de Old Crow.
|  | 1978 - 1982 | Grafton Njootli | Progressiste-Conservateur |
|  | 1982 - 1985 | Kathie Nukon    | Progressiste-Conservateur |
|  | 1985 - 1989 | Norma Kassi     | Néo-Démocrate             |
|  | 1989 - 1992 | Norma Kassi     | Néo-Démocrate             |

La circonscription adopta son nom actuel en 1992.
|  | 1992 - 1995 ou 1996 | Johnny Abel    | Parti du Yukon |
|  | 1996                | Esau Schafer   | Parti du Yukon |
|  | 1996 - 2000         | Robert Bruce   | Néo-Démocrate  |
|  | 2000 - 2002         | Lorraine Peter | Néo-Démocrate  |
|  | 2002 - 2006         | Lorraine Peter | Néo-Démocrate  |
|  | 2006 - 2011         | Darius Elias   | Libéraux       |
|  | 2011 - 2012         | Darius Elias   | Libéraux       |
|  | 2012 - 2013         | Darius Elias   | Indépendant    |
|  | 2013 - 2016         | Darius Elias   | Parti du Yukon |
|  | 2016 - 2021         | Pauline Frost  | Libéraux       |
|  | 2021 - en cours     | Annie Blake    | Néo-Démocrate  |

## Résultats électoraux
| Élections générales yukonnaises de 2011 | Élections générales yukonnaises de 2011 | Élections générales yukonnaises de 2011 | Élections générales yukonnaises de 2011 |
| Candidat                                | Candidat                                | Parti                                   | # de voix                               |
| --------------------------------------- | --------------------------------------- | --------------------------------------- | --------------------------------------- |
|                                         | Darius Elias                            | Libéraux                                | 93                                      |
|                                         | Garry Njootli                           | Parti du Yukon                          | 52                                      |
| Total                                   | Total                                   | Total                                   | 145                                     |